# فهد الرشيدي (لاعب كرة قدم مواليد 1991)
فهد مقبل الرشيدي لاعب كرة قدم سعودي محترف، يلعب في خط الوسط حالياً في نادي الرياض .

## مسيرة اللاعب
كانت بداياته مع نادي النصر وانتقل في موسم 2013-2014 إلى نادي العروبة و لعب موسمين للعروبة و بعدها انتقل إلى الفيصلي و لعب معه لفترة وعاد في يناير 2016 إلى نادي العروبة بنظام الإعارة لمدة موسم ونصف و بعدها إنتقل إلى نادي الرائد و عاد إلى نادي العروبة في عام 2018 و انتقل إلى نادي الخليج في عام 2019 و انتقل إلى نادي الجيل في عام 2020 و انتقل إلى نادي الرياض في عام 2021.

## روابط خارجية
- فهد مقبل الرشيدي على موقع Soccerway.com (الإنجليزية)